# Tindaria sericea
Tindaria sericea is een tweekleppigensoort uit de familie van de Tindariidae. De wetenschappelijke naam van de soort is voor het eerst geldig gepubliceerd in 1876 door Jeffreys.